# Бардоњово
Бардоњово (слч. Bardoňovo, мађ. Barsbaracska) насељено је мјесто са административним статусом сеоске општине (слч. obec) у округу Нове Замки, у Њитранском крају, Словачка Република.

## Становништво
| Година:    | 1994. | 2004.   | 2014.    | 2024.   |
| ---------- | ----- | ------- | -------- | ------- |
| Број људи: | 953   | 876     | 750      | 689     |
| Разлика:   |       | -8,07 % | -14,38 % | -8,13 % |

| Година:    | 2023. | 2024.   |
| ---------- | ----- | ------- |
| Број људи: | 657   | 689     |
| Разлика:   |       | +4,87 % |

Према подацима о броју становника из 2011. године насеље је имало 774 становника.